# Traite sexuelle à Singapour
La traite sexuelle à Singapour est la traite des êtres humains à des fins d'exploitation sexuelle et d'esclavage qui a lieu dans la république de Singapour. Singapour est avant tout un pays de destination pour les personnes victimes de la traite sexuelle.

## Processus de traite et victimes
Les victimes du trafic sexuel dans le pays sont de tous les groupes ethniques à Singapour et étrangers. Les citoyens singapouriens et les étrangers, principalement des femmes et des filles, ont été dupés,,,, menacés, et contraints à la prostitution,, et au travail forcé. Ils sont souvent obligés de porter des vêtements indécents et des talons hauts. Beaucoup viennent de milieux pauvres et ont peu d'éducation,. Les auteurs du trafic confisquent leurs passeports et autres documents et gardent ou enferment les femmes et les filles. Certains les obligent à signer de faux contrats dans une langue étrangère qu'ils ne savent pas lire. Les victimes de la traite sexuelle subissent des traumatismes physiques et psychologiques,. Les abus sont répandus, et les victimes contractent des maladies sexuellement transmissibles lors de viols sans préservatif. La malnutrition et la privation de nourriture se produisent également. Un certain nombre souffrent de dépression et de pensées suicidaires à cause des traumatismes. Certains sont contraints de devenir eux-mêmes des trafiquants sexuels.

## Ampleur du phénomène
La traite et l'exploitation sexuelles ne sont pas un problème aussi grave qu'elles l'étaient dans les années 1970 et 1980, mais elles se manifestent sous diverses formes dans toute la société singapourienne. Les acteurs masculins et féminins du trafic à Singapour viennent d'horizons divers. Un certain nombre de trafiquants sont membres ou complices des syndicats et des gangs criminels,. Les auteurs utilisent de plus en plus des sites Web et d'applications de messagerie pour attirer les victimes.

## Ripostes
Le gouvernement de Singapour a été critiqué pour son manque d'efforts dans la protection des victimes.
Hagar International mène des actions pour lutter contre le trafic sexuel à Singapour.